# Georg Kirchhof
Georg Heinrich Kirchhof  (* 6. März 1837 in Detmold; † 6. Januar 1918 in Blankenburg (Harz)) war ein preußischer Generalleutnant.

## Leben
Georg Kirchhof war ein Sohn des Rendanten der Landes-Leihkasse in Detmold Ferdinand Kirchhof (1802–1881) und dessen Ehefrau Friederike Caroline, geborene Preis († 1879).
Nach seiner Erziehung im elterlichen Hause und dem Besuch des Gymnasiums in seiner Heimatstadt trat er am 1. April 1853 als Offiziersaspirant in das Fürsilierbataillon Lippe ein. Kirchhof absolvierte 1853/54 die Divisionsschule der Preußischen Armee in Münster und avancierte bis Mitte August 1855 zum Sekondeleutnant. Am 1. Mai 1863 stieg er zum Premierleutnant auf. Während des Deutschen Krieges nahm er 1866 beim Mainfeldzug an den Kämpfen bei Kissingen, Laufauch, Aschaffenburg, Tauberbischofsheim und Werbach sowie der Beschießung von Würzburg teil. Dafür wurde er mit dem Roten Adlerorden IV. Klasse mit Schwertern ausgezeichnet und Fürst Leopold III. verlieh ihm seine Militär-Verdienstmedaille.
Durch die Militärkonvention trat Kirchhof am 25. September 1867 in den Verband der Preußischen Armee über, wurde zunächst dem 3. Brandenburgischen Infanterie-Regiment Nr. 20 aggregiert und Mitte Oktober des Jahres einrangiert. Unter Beförderung zum Hauptmann erfolgte am 13. November 1869 seine Ernennung zum Chef der 3. Kompanie. In dieser Stellung zog Kirchhof in den Krieg gegen Frankreich und wurde am 16. August 1870 in der Schlacht von Vionville durch einen Gewehrschuss durch den rechten Oberschenkel schwer verwundet.
Ausgezeichnet mit dem Eisernen Kreuz II. Klasse wurde er nach seiner Gesundung am 18. Juli 1872 mit einem Patent vom 8. Januar 1868 in das 3. Westfälische Infanterie-Regiment Nr. 16 versetzt und zugleich bis zum 10. Februar 1877 als Adjutant der 2. Division kommandiert. Zwischenzeitlich Ende März 1876 zum überzähligen Major aufgerückt, wurde Kirchhof anschließend in das 7. Rheinische Infanterie-Regiment Nr. 69 versetzt. Dort folgte vom 22. Februar 1879 bis zum 14. Mai 1883 eine Verwendung als Kommandeur des II. Bataillons, um dann mit der Versetzung nach Oels das Kommando über das 2. Schlesische Jäger-Bataillon Nr. 6 zu erhalten. Anfang Dezember 1883 avancierte er zum Oberstleutnant und im Mai 1885 wurde ihm die Erlaubnis zur Annahme des Komturkreuz II. Klasse des Herzoglich Sachsen-Ernestinischen Hausordens erteilt, das ihm sein Regimentschef Ernst I. verliehen hatte. Unter Stellung à la suite beauftragte man Kirchhof am 5. Februar 1887 zunächst mit der Führung des Infanterie-Regiments Nr. 129 in Bromberg. Am 8. März 1887 wurde er Oberst und zum Regimentskommandeur ernannt. Mit der Beförderung zum Generalmajor erfolgte am 24. März 1890 seine Versetzung nach Brandenburg an der Havel als Kommandeur der 11. Infanterie-Brigade. In dieser Stellung erhielt er im Januar 1892 anlässlich des Ordensfestes den Roten Adlerorden II. Klasse mit Eichenlaub und Schwertern am Ringe. Unter Verleihung des Charakters als Generalleutnant wurde Kirchhof am 17. Mai 1892 sein Abschied bewilligt.
Nach dem Ausscheiden aus dem Dienst zog er nach Charlottenburg und wurde in Januar 1894 mit dem Kronen-Orden II. Klasse mit dem Stern ausgezeichnet. Ab 1896 verbrachte er seinen Lebensabend in Blankenburg (Harz), wo er 1918 starb.
Er betätigte sich als Militärschriftsteller, war musikalisch talentiert und schrieb zwölf Militärmärsche.

## Schriften
- Das 3. Brandenburgische Infanterie-Regiment Nr. 20 in den Feldzügen 1866 und 1870–71. Mittler & Sohn, Berlin 1881.
- Das Infanterie-Regiment Graf Tauentzien von Wittenberg (3. Brandenburgisches) Nr. 20. Mittler & Sohn, Berlin 1904.